# Eckstein
Az Eckstein régi német családnév.

## Híres Eckstein nevű személyek
Magyar személyek
- Eckstein Adolf (1807–1872) ügyvéd, országgyűlési képviselő, országgyűlési követ
- Eckstein Ferenc (1769–1833) orvosdoktor, császári és királyi tanácsos
- Eckstein Frigyes (1803–1959) orvos
- Eckstein János (1751 körül –1812) orvos
- Eckstein-Kovács Péter (1956) romániai magyar jogász

Külföldi személyek
- Bernd Eckstein (1953) német síugró
- Dieter Eckstein (1964) német labdarúgó
- Hans Eckstein (1908–1985) német vízilabdázó
- Rudolf Eckstein (1915–1939 körül) német evezős